# Üllő (Hungria)
Üllő é uma cidade da Hungria, situada no condado de Peste. Tem 48,1 km² de área e sua população em 2019 foi estimada em 11.949 habitantes.